# 스페인의 미술

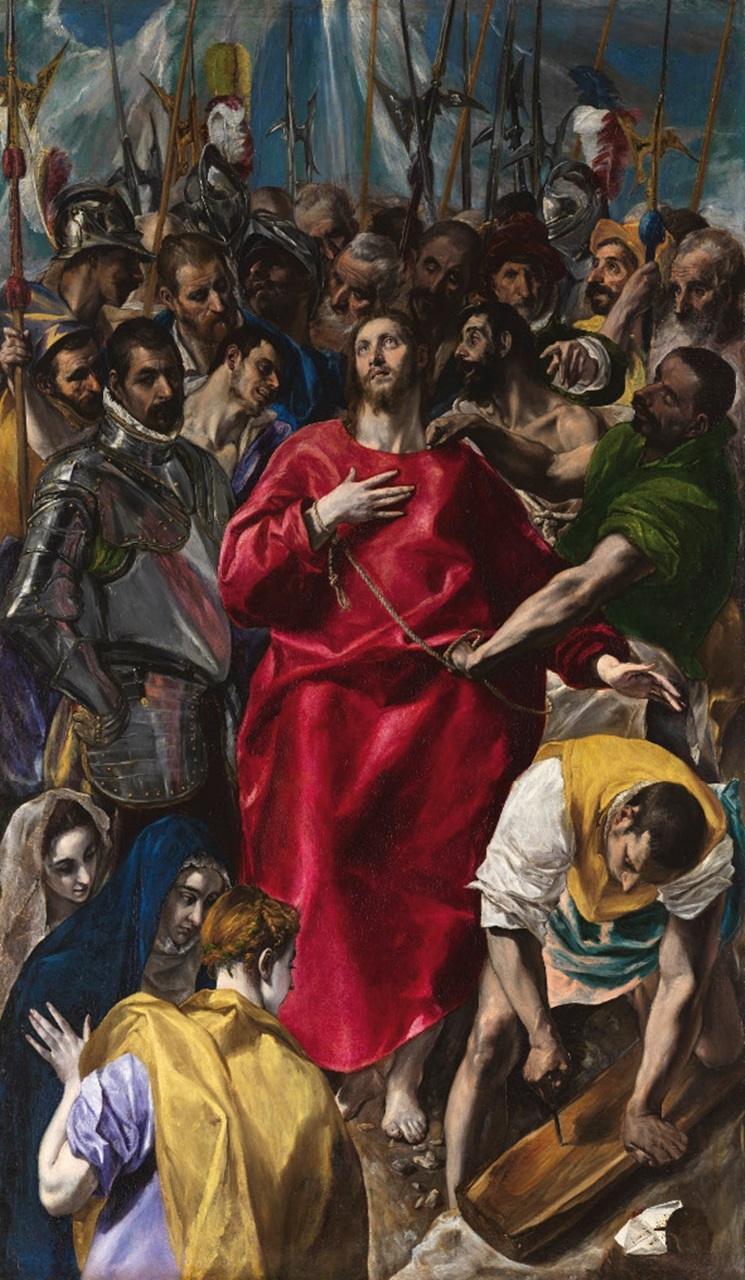
엘 그레코

스페인의 미술은 스페인의 시각적 예술을 일컫는 말로서 전 세계에서 활동하는 스페인 예술가들의 활동을 포함한다. 안달루시아 지방에서는 이슬람의 영향으로 짙은 특색이 나타나며 오늘날에도 코르도바, 세비야, 그라나다 등지에서 찾아볼 수 있다. 프랑스나 이탈리아의 영향은 바로크 양식이나 신고전주의 시대에 두드러지게 나타났다.

## 개요
스페인의 미술은 유럽 전역에서 영향력이 가장 크다. 역사적·지리적 다양성에 기초한 스페인의 미술은 과거 무어인이 이뤄 놓은 수많은 예술 작품으로부터 많은 영향을 받기도 했다.
스페인의 미술사는 구석기 시대로까지 거슬러 올라간다. 알타미라 동굴에서 발견되는 벽화가 그 증거가 되기도 한다. 이슬람교와 가톨릭의 영향으로 예술적 감흥이 큰 영향을 받은 측면도 크지만, 스페인의 미술은 미술가만이 아니라 수많은 사람이 민속 미술과 공예의 맥을 이었다는 데 의의가 있다.
이탈리아와 독일, 프랑스의 영향을 바로크 시대와 신고전주의 시대에 많이 받았다. 16세기에는 이탈리아의 르네상스를 적극적으로 수용해 수많은 미술가가 이탈리아에 방문하여 새로운 미술 양식을 배워 오기도 했다. 가톨릭교회가 미술가의 후원자였기에 가능한 일이었으며, 이런 영향으로 17세기에는 스페인 미술과 문학 등이 전성기를 맞는다. 17세기부터 파블로 피카소를 비롯한 벨라스케스, 프란시스코 고야, 살바도르 달리 등 수많은 거장이 배출됐다. 피카소는 입체파의 주역으로 새로운 기법을 선보였으며, 달리는 초현실주의 작품으로 명성을 누렸다. 이들 작품의 상당수는 프라도 미술관과 소피아 박물관에 전시되고 있다.

## 회화

### 르네상스
스페인과 네덜란드의 연관성이 15세기 중반 이후로 지속돼 왔기에 초기 르네상스 시대의 회화는 네덜란드 회화의 영향을 많이 받았고 독특한 양식을 만들어낸다. 대표적으로 페르난도 가예고, 바르볼로미 베르메호, 페드로 베루구에테, 후안 데 플란데스 등이 있다.

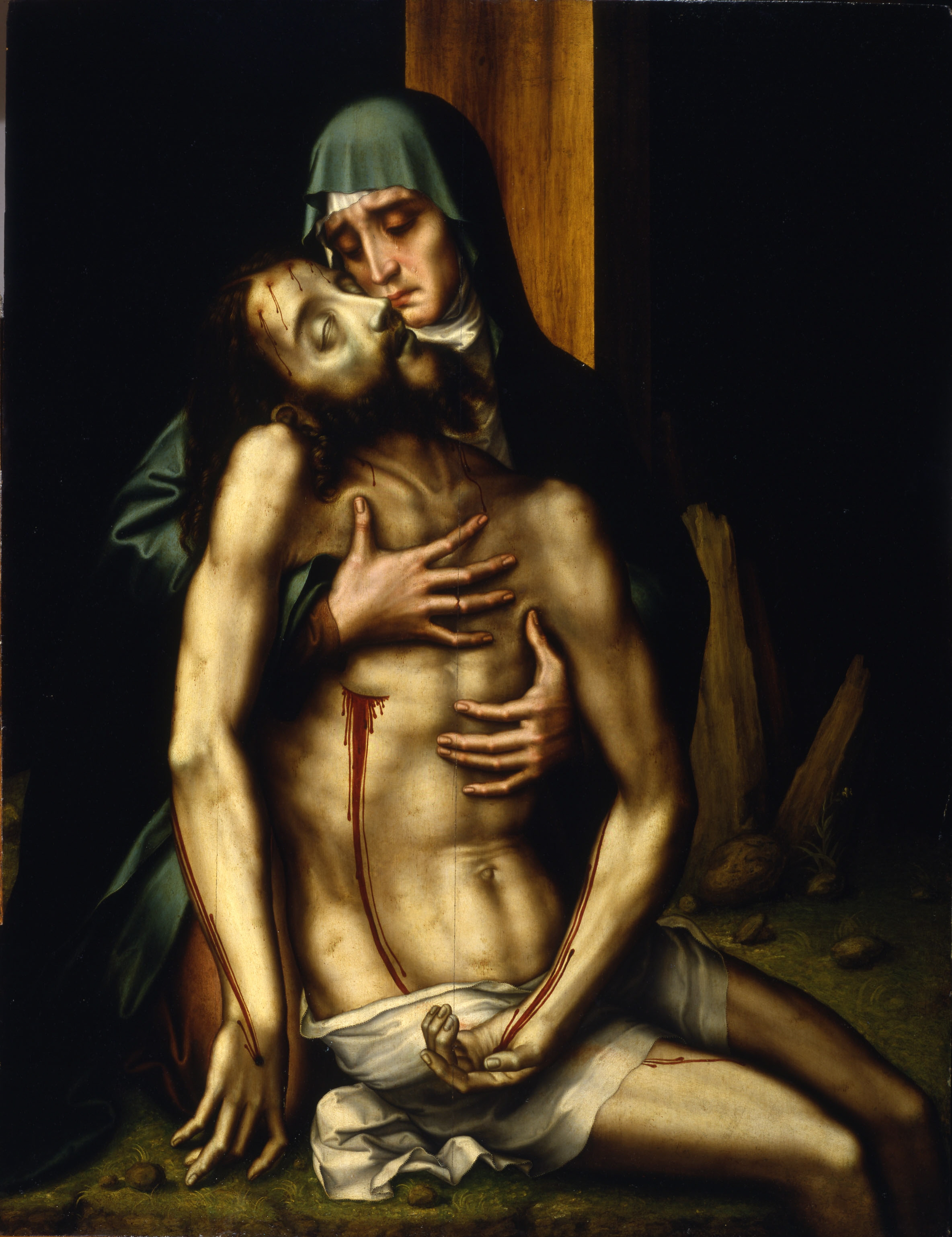
Pietà

르네상스 시대나 마네의 회화 양식을 표현하며 스페인에서 따로 범주를 분리하기는 어렵지만 이탈리아와 네덜란드의 영향이 각 지역에 따라 달리 나타난다. 피옴보, 빈센트 후안 마시프, 화가이자 건축가인 페드로 마추카를 표현한다. 루이스 데 모랄레스는 종교적인 면모를 회화에 많이 담아 표현하여 동시대에도 신성한 사람이라는 별칭을 얻었다.

### 20세기
20세기 전반기에는 대부분의 스페인 예술가들이 파리에서 활동했으며 모더니즘에 관련해 많은 활동을 펼쳤다. 가장 대표적인 인물인 피카소는 프랑스 예술가인 브라크와 함께 일했으며 입체주의에 대한 관념을 만들어냈다. 살바도르 달리는 초현실주의 운동을 부흥하게 하면서 파리에서 독자적인 위치를 차지하였고 호안 미로는 추상예술에 큰 업적을 남겼다.
파블로 피카소의 청색시대(1901-04)는 청색 계통의 색을 많이 사용하였으며 스페인으로 여행을 하면서 영감을 받아 시작했다. 바르셀로나에 있는 피카소 박물관에서는 피카소의 초기 작품을 많이 전시하고 있는데 당시의 작품들은 그가 스페인에 거주했을 때의 것이 다수다.
살바도르 달리는 20세기 중 가장 중요한 화가라고 해도 손색이 없는 인물이다. 1922년 달리는 마드리드의 학생 거주지역으로 이사왔다. 바르셀로나에서 전시하던 그의 작품은 많은 관심을 얻어 호평과 그에 대한 논쟁을 동시에 불러일으켰다. 1959년 안드레 브레튼은 달리에게 초현실주의 전시회를 열어 40주년 행사를 스페인에서 호안 미로의 작품과 함께 전시하도록 하자는 제안을 한 바 있다. 1960년 달리는 달리 미술관(Teatre-Museu Gala Salvador Dalí)에 그의 고향을 담은 그림을 그리기 위한 작업에 착수한다. 1982년 스페인의 후안 카를로스 1세가 그에게 작위를 수여한다.

## 조각

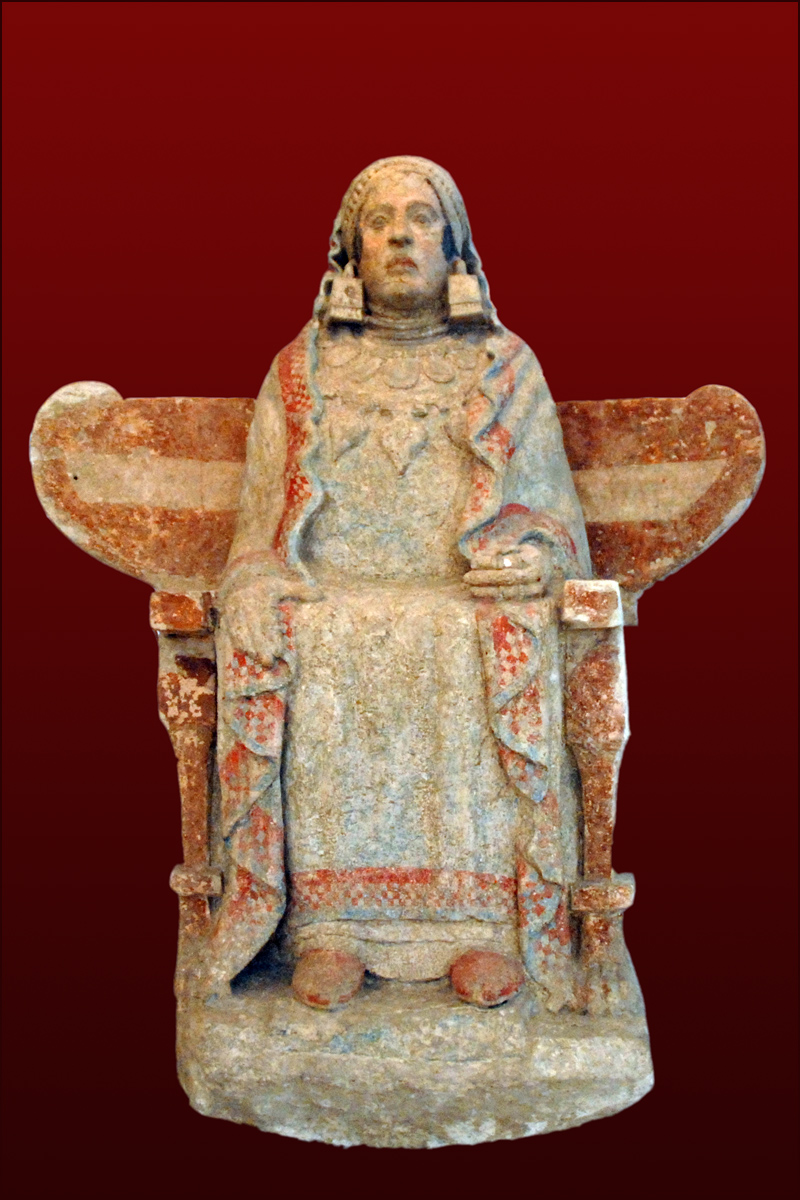
숙녀 바사, 고대 이베리아 조각.

플래터래스크 양식은 16세기 때부터 19세기까지 이어져왔으며 양식의 영향에 있어 가장 위대한 스페인 미술가들이 많이 탄생한 시기이다. 알론소 베루구엔테는 "스페인 조각의 왕자"로 불리었으며 화가이자 건축가이기도 해 웅장함과 재료의 질감을 살리고 표현력을 배가하는 특징을 구가했다.
16세기 후대에 들어서 스페인 르네상스 시대의 조각은 바로크 양식으로서 17세기까지 이어져 18세기에 꽃을 피웠으며 여러 학교에 적용돼 조각을 현실적으로 표현했다. 당시 현실적이고 친밀하며 동시에 창조적이었던 유럽의 조각에 대한 경향이 네덜란드와 이탈리아에서 꽃피웠기에 이에 맞춰 작품 활동이 행해졌다. 세비야와 베르가라 지역의 학풍이 이에 탁월한 작품 세계를 선보였다.

## 건축
스페인의 건축 양식은 다채로운 특질을 반영하고 있는 것이 특징이며, 여러 민족과 문화가 융합되어 있다. 따라서 스페인 건축이란 과거 로마 시대와 아랍인의 지배 때부터 내려온 건축의 특색과 현대적인 발상이 조화를 이룬 것으로 볼 수 있다.
예를 들어 아랍 세력인 우마이야 왕조는 코르도바에 중심 세력을 두고 성장하여 문화 수도의 역할을 하였다. 하지만 건축 양식은 기독교 왕조와는 상당한 차이가 있어서 기독교 세력은 로마네스크 건축 및 고딕 건축 양식 등을 수용하여 발전시켰다. 이슬람 세력은 문화적 고립을 겪었지만 모스크와 이슬람 특유의 걸작을 남겼다. 12~17세기까지 두 기독교와 이슬람의 건축 양식은 혼재, 발달 국면에 접어든다.
20세기에 이르러서는 안토니오 가우디의 등장과 함께 스페인 건축이 세계인의 주목을 받게 된다. 스페인의 현대 건축은 GATEPAC(스페인 현대 건축 미술가 협회, 스페인어: Grupo de Artistas y Técnicos Españoles Para la Arquitectura Contemporánea)에서 주도하고 있다. 현대 건축은 현재 혁명기를 겪고 있으며, 라파엘 모네오를 비롯하여 산티아고 카라트라바, 리카르도 보필 등의 건축가가 국제적 명성을 얻고 있다.

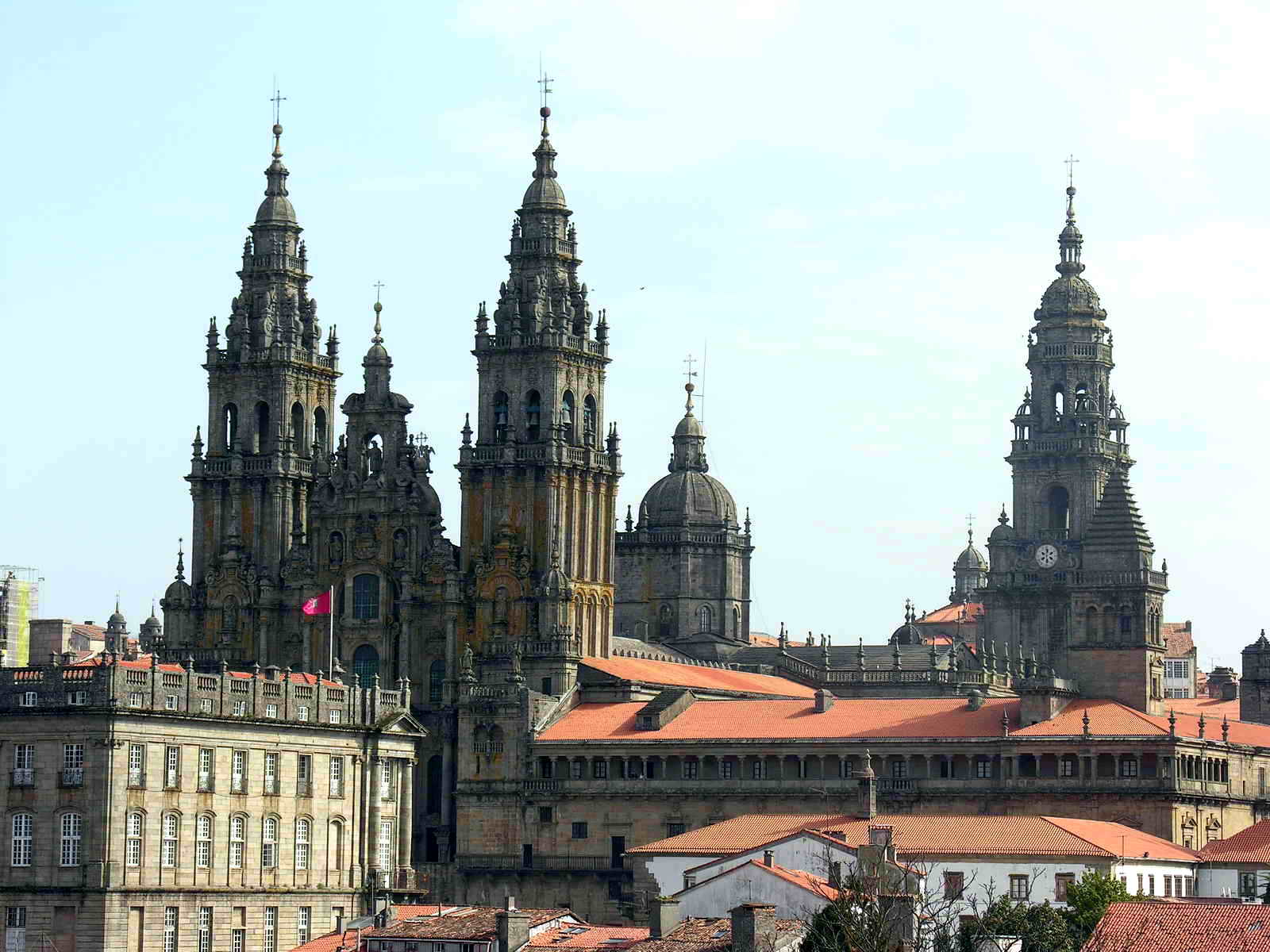
산티아고 성당
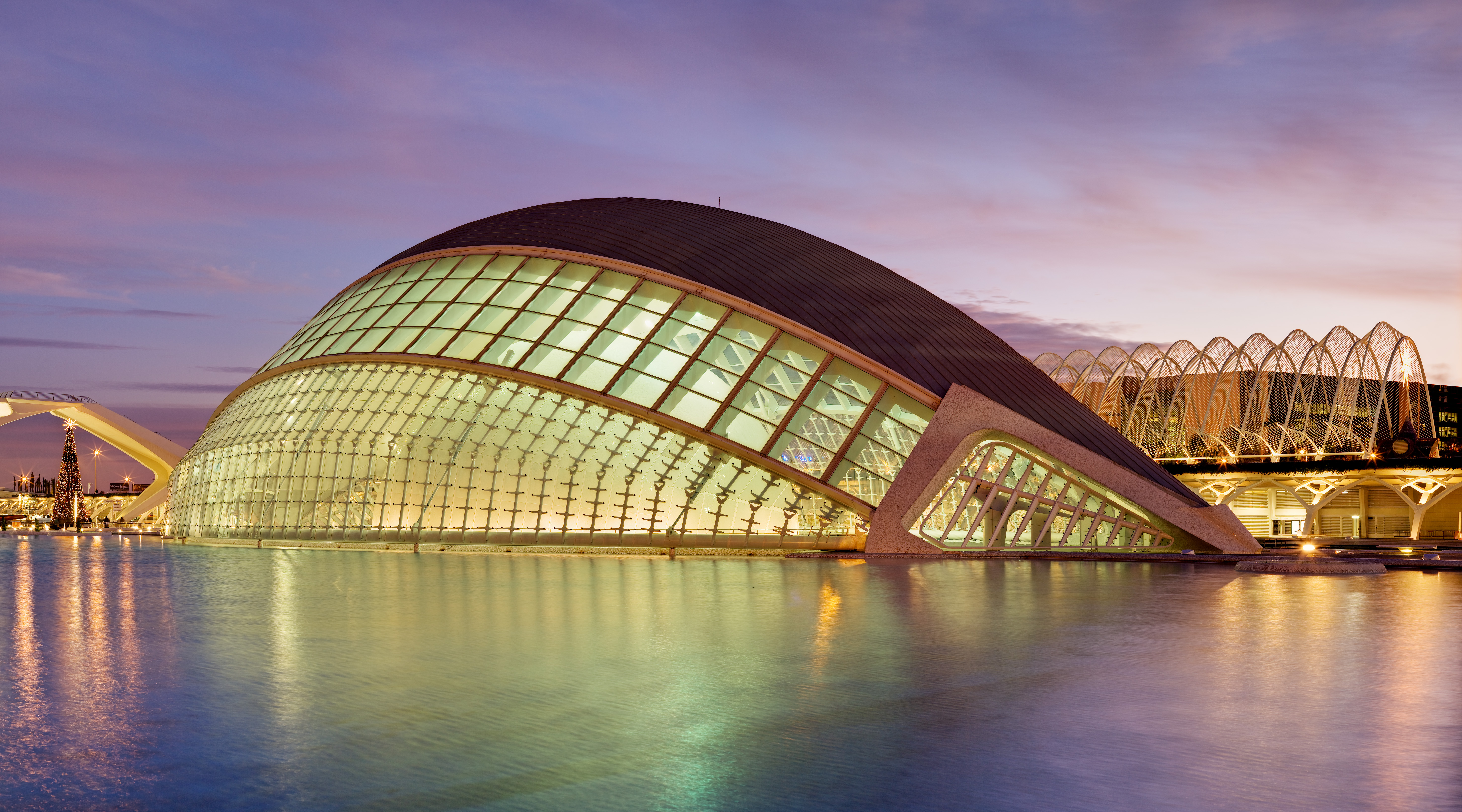
발렌시아의 박물관
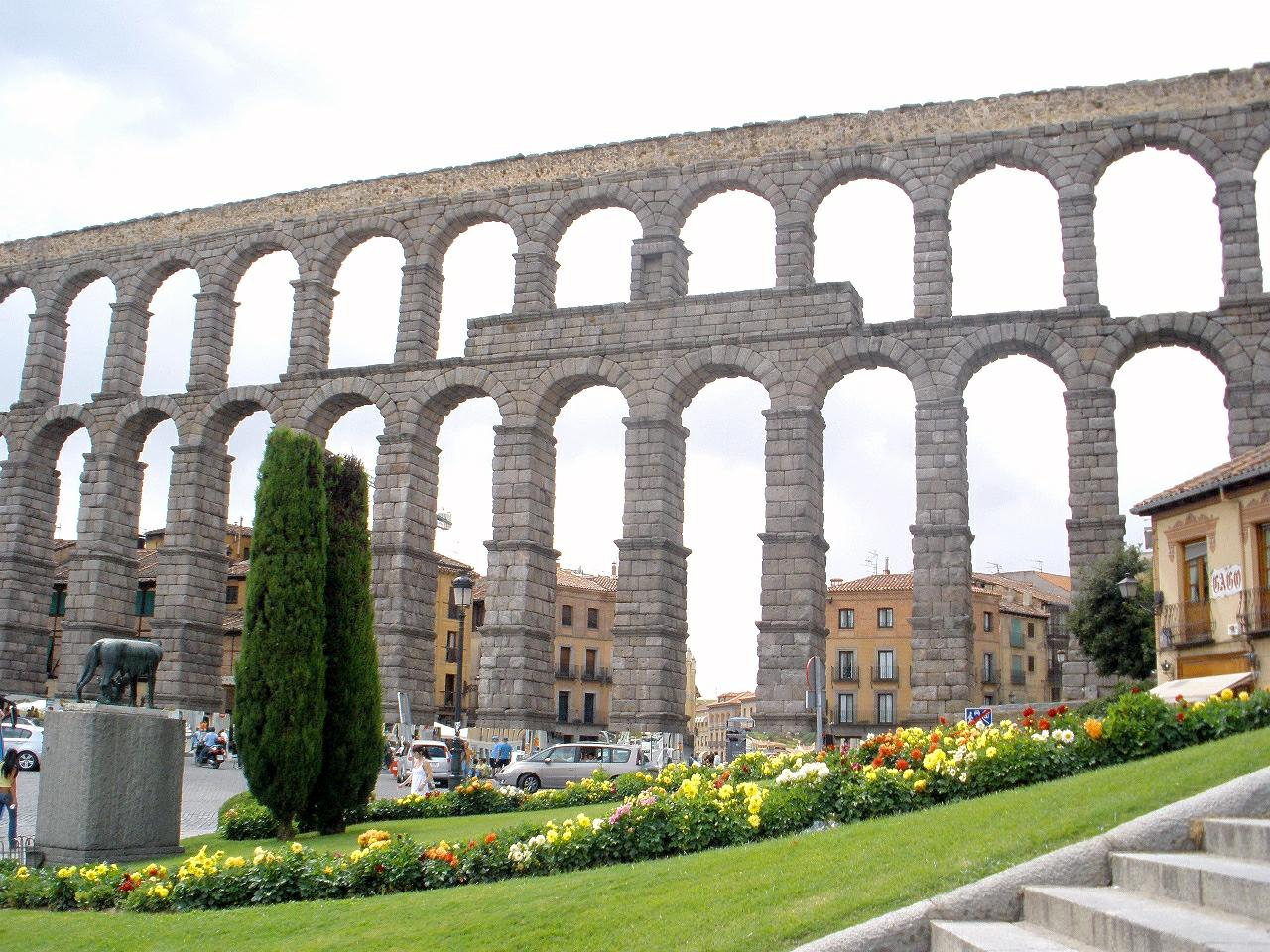
로마의 영향을 받은 세고비아의 수로교
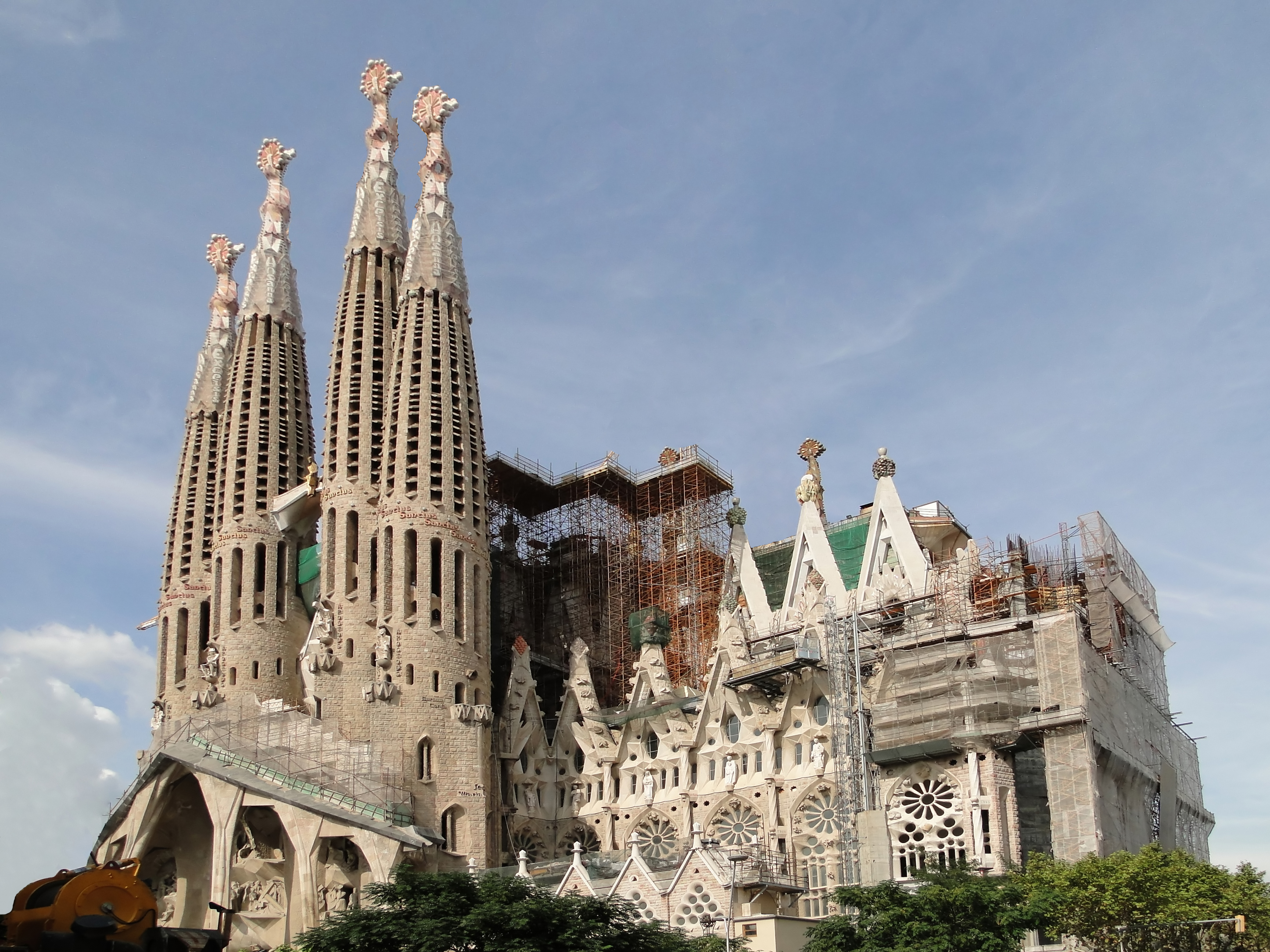
안토니오 가우디의 사그라다 파밀리아
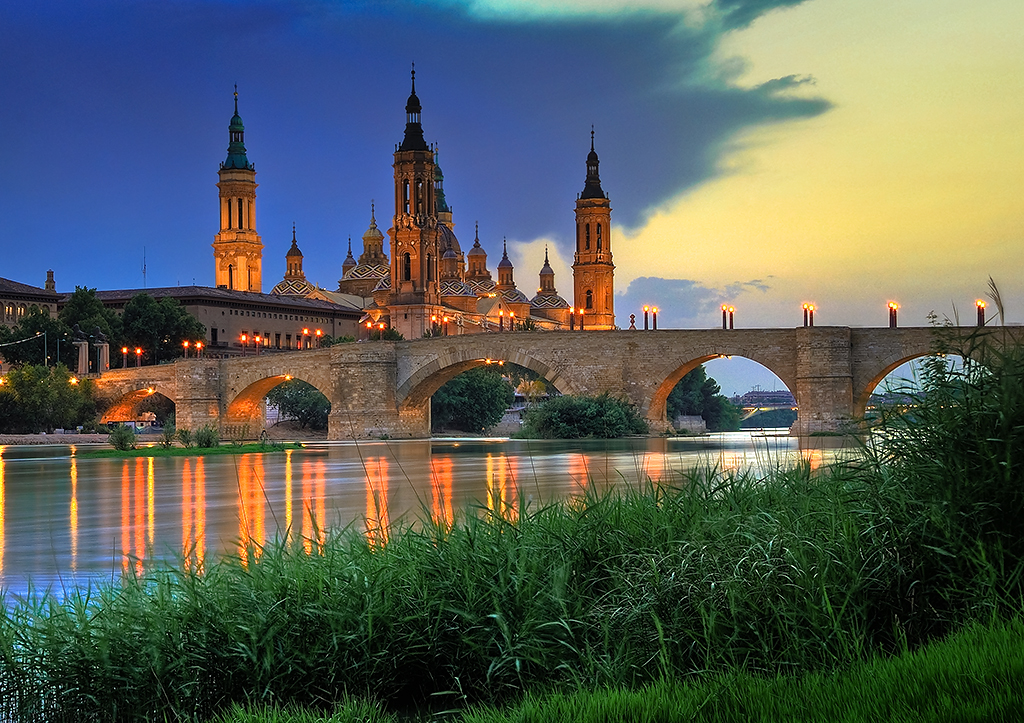
바로크 양식의 사라고사 대성당
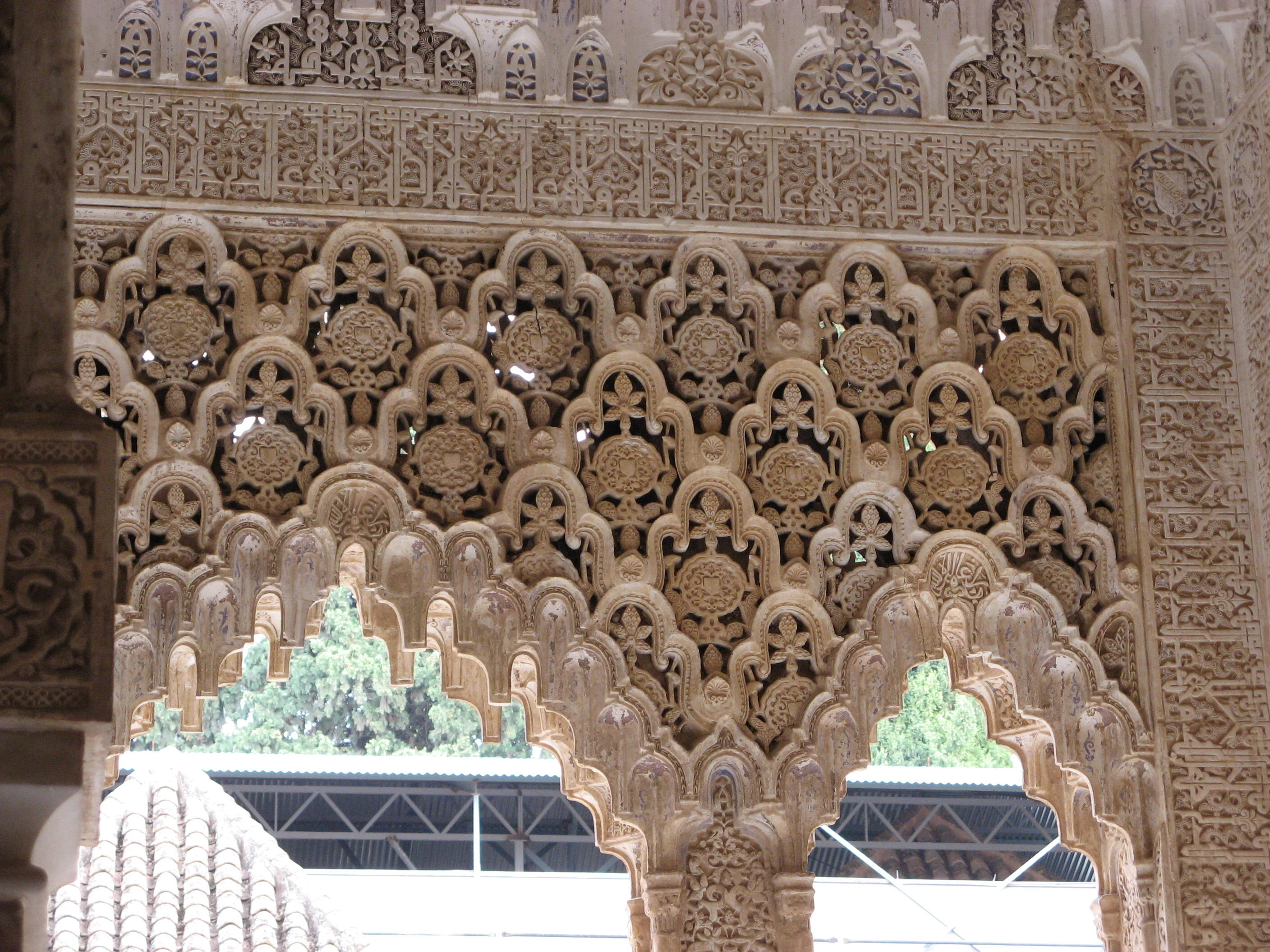
이슬람의 영향을 받은 그라나다의 알람브라 궁전
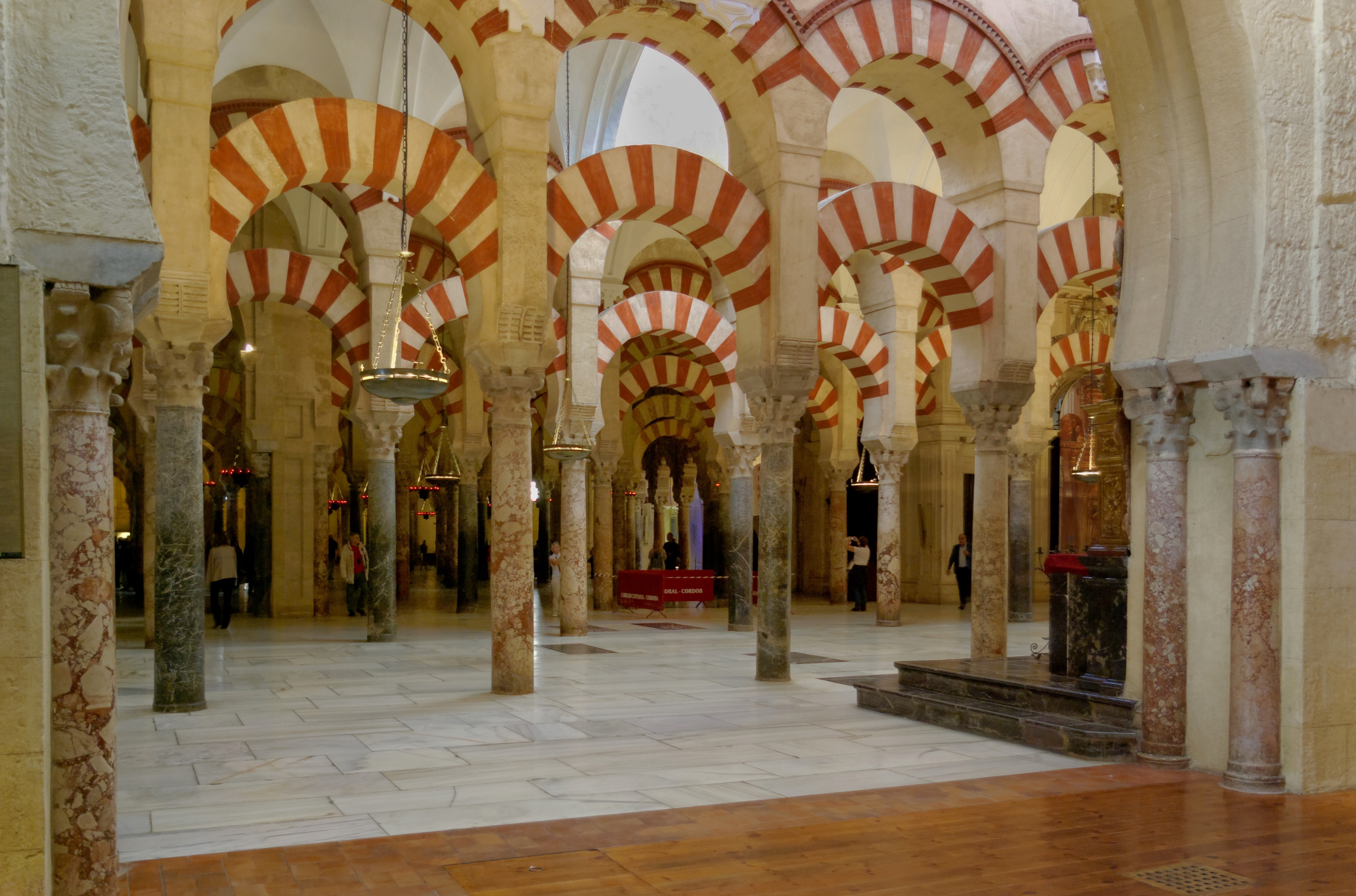
이슬람의 영향을 받은 코르도바의 모스크
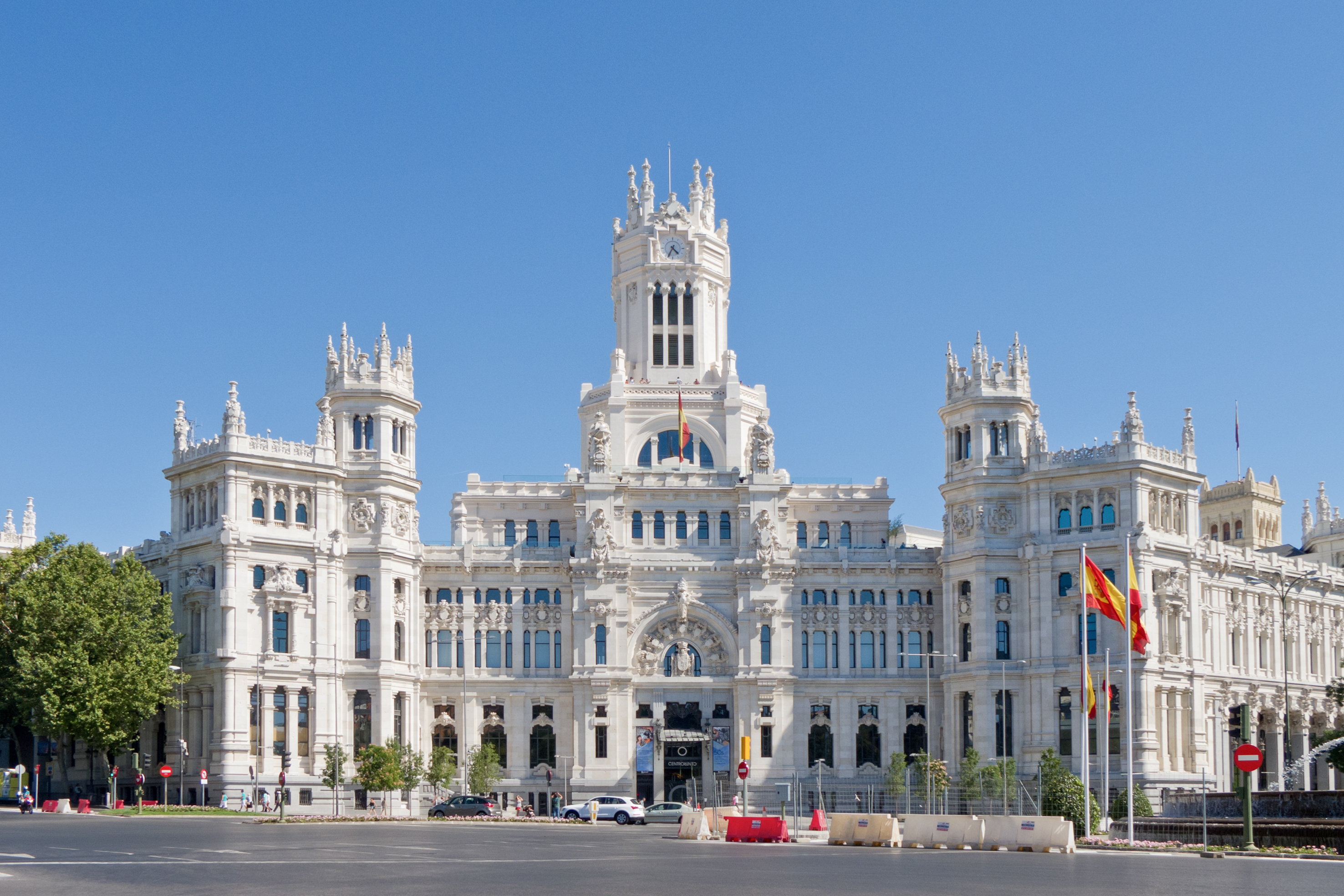
마드리드의 우체국청사
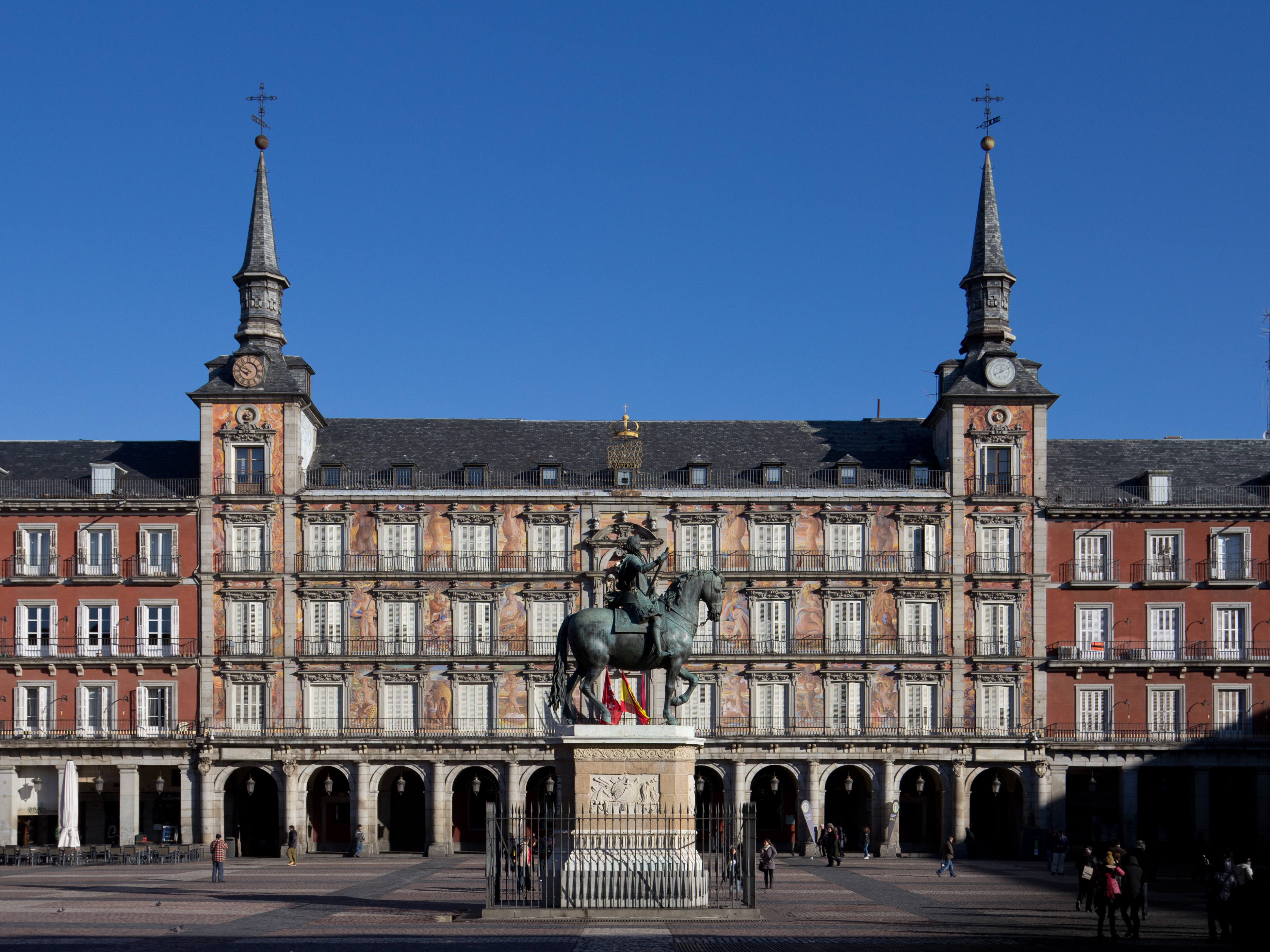
마드리드의 마요르 광장
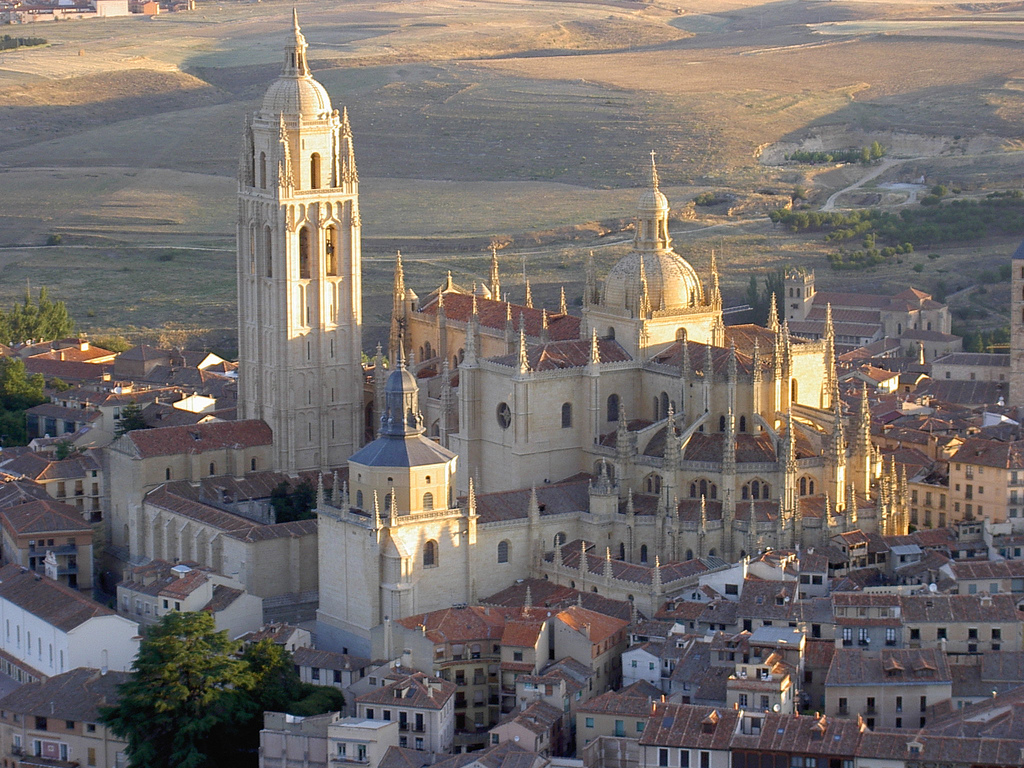
세고비아 대성당
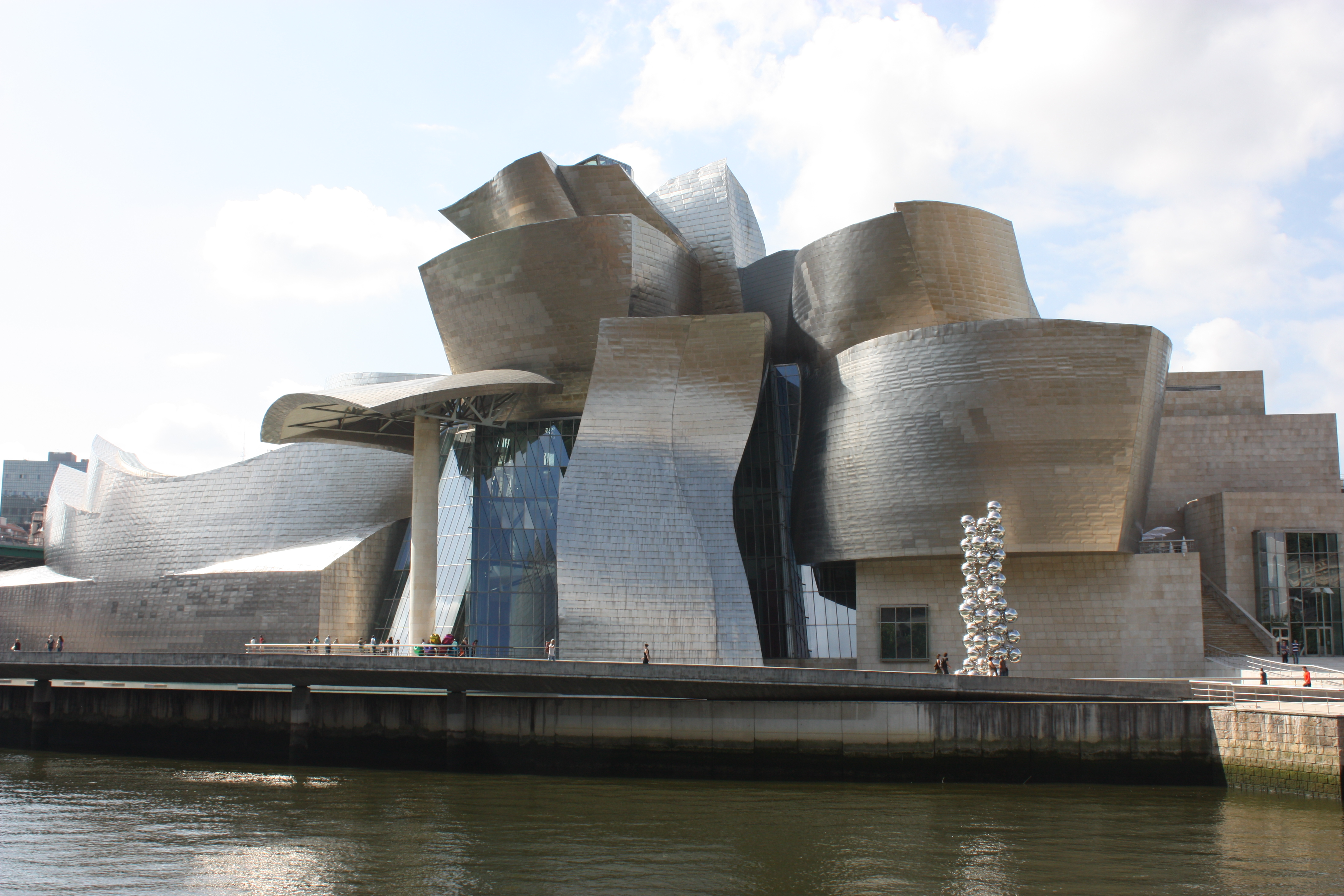
빌바오의 구겐하임 박물관